# The Miracle of Love (Eurythmics)
The Miracle of Love is een single van Eurythmics. Het is als derde single afkomstig van hun album Revenge.
Het is geschreven door Eurythmics-leden Annie Lennox en David A. Stewart en geproduceerd door Stewart.

## Hitnotering
Het betrof een bescheiden notering in de hitlijsten en werd niet als single in de Verenigde Staten uitgebracht.

### Nederlandse Top 40
| Hitnotering: 22-11-1986 t/m 13-12-1986 | Hitnotering: 22-11-1986 t/m 13-12-1986 | Hitnotering: 22-11-1986 t/m 13-12-1986 | Hitnotering: 22-11-1986 t/m 13-12-1986 | Hitnotering: 22-11-1986 t/m 13-12-1986 | Hitnotering: 22-11-1986 t/m 13-12-1986 |
| Week:                                  | 47                                     | 48                                     | 49                                     | 50                                     |                                        |
| -------------------------------------- | -------------------------------------- | -------------------------------------- | -------------------------------------- | -------------------------------------- | -------------------------------------- |
| Positie:                               | 39                                     | 37                                     | 31                                     | 40                                     | uit                                    |

### NederlandseSingle Top 100
| Hitnotering: 29-11-1986 t/m 29-11-1986 |    |     |
| Week:                                  | 43 |     |
| -------------------------------------- | -- | --- |
| Positie:                               | 43 | uit |

### VlaamseUltratop 50
| Hitnotering: 22-11-1986 t/m 20-12-1986 | Hitnotering: 22-11-1986 t/m 20-12-1986 | Hitnotering: 22-11-1986 t/m 20-12-1986 | Hitnotering: 22-11-1986 t/m 20-12-1986 | Hitnotering: 22-11-1986 t/m 20-12-1986 | Hitnotering: 22-11-1986 t/m 20-12-1986 | Hitnotering: 22-11-1986 t/m 20-12-1986 |
| Week:                                  | 47                                     | 48                                     | 49                                     | 50                                     | 51                                     |                                        |
| -------------------------------------- | -------------------------------------- | -------------------------------------- | -------------------------------------- | -------------------------------------- | -------------------------------------- | -------------------------------------- |
| Positie:                               | 34                                     | 32                                     | 22                                     | 18                                     | 31                                     | uit                                    |